# Gianina van Groningen
Gianina Elena van Groningen (nascida Beleagă; Gura Humorului, 21 de maio de 1995) é uma remadora romena.

## Carreira
la é duas vezes campeã mundial no evento de skiff duplo leve feminino, ganhando títulos consecutivos em 2017 e 2018 pela Romênia. Ela competiu no evento de skiff duplo leve feminino nas Olimpíadas de Verão de 2016, 2020 e 2024.
Nos Jogos Olímpicos de Verão de 2024, em Paris, conquistou a medalha de prata na competição de skiff duplo leve feminino, ao lado de Ionela Cozmiuc, com o tempo de 6:48.78.